# Barlaston
Barlaston – wieś w Anglii, w hrabstwie Staffordshire, w dystrykcie Stafford. Leży 16 km na północ od miasta Stafford i 212 km na północny zachód od Londynu. Miejscowość liczy 2659 mieszkańców.